# Vita consecrata
Vita consecrata – posynodalna adhortacja papieża Jana Pawła II wydana w roku 1996.
Adhortacja o Życiu konsekrowanym została podpisana 25 marca 1996 w trzydzieści lat po uchwaleniu soborowego dekretu Perfectae caritatis o odnowie życia zakonnego. W dniach od 2 do 29 października poprzedniego roku miało miejsce w Rzymie IX Zwyczajne Zgromadzenie Ogólnego Synodu Biskupów, które zajmowało się właśnie tym tematem.
Papieski dokument rozwija główne elementy soborowego i posoborowego nauczania Kościoła odnoszącego się do życia i świadectwa osób żyjących trzema radami ewangelicznymi. Papież dotknął w nim tematów formacji, duszpasterstwa powołaniowego, działalności apostolskiej zakonników i zakonnic, a także świeckich osób konsekrowanych.
Przewodnim obrazem, do którego odwołał się biskup rzymski, który jak refren przebrzmiewa w dokumencie, jest nowotestamentalna scena Przemienienia Chrystusa na Górze Tabor (por. Mt 17, 1-8; Mk 9, 2-8; Łk 9, 28-36). Pełny tytuł dokumentu:

Posynodalna adhortacja apostolska „Vita consecrata” Ojca Świętego Jana Pawła II. Do biskupów i duchowieństwa, do zakonów i zgromadzeń zakonnych, do stowarzyszeń życia apostolskiego, do instytutów świeckich oraz do wszystkich wiernych o życiu konsekrowanym i jego misji w kościele i w świecie